# Виндельсбах
Виндельсбах (нем. Windelsbach) — община в Германии, в земле Бавария. 
Подчиняется административному округу Средняя Франкония. Входит в состав района Ансбах.  Население составляет 1075 человек (на 31 декабря 2010 года). Занимает площадь 38,51 км².
Коммуна подразделяется на 9 сельских округов.

## Население
По оценке на 31 декабря 2015 года население общины Виндельсбах составляет 1091 чел. 

| Дата      | 1840 | 1871 | 1900 | 1925 | 1939 | 1950 | 1961 | 1970 | 1987 | 2011 |
| --------- | ---- | ---- | ---- | ---- | ---- | ---- | ---- | ---- | ---- | ---- |
| Население | 1124 | 1145 | 1105 | 1107 | 1005 | 1411 | 1014 | 980  | 959  | 1088 |

| Год       | 1960 | 1970 | 1980 | 1990 | 2000 | 2009 | 2010 | 2011 | 2012 | 2013 | 2014 | 2015 |
| --------- | ---- | ---- | ---- | ---- | ---- | ---- | ---- | ---- | ---- | ---- | ---- | ---- |
| Население | 994  | 972  | 918  | 997  | 1067 | 1088 | 1075 | 1073 | 1055 | 1051 | 1074 | 1091 |